# Kate Beckett
Katherine Houghton „Kate” Beckett – fikcyjna detektyw nowojorskiej policji z komediodramatu kryminalnego  stacji ABC, Castle grana przez Stanę Katic. Za tę rolę aktorka otrzymała nominację do Nagrody Satelity dla „Najlepszej aktorki w serialu dramatycznym”. Zdobyła także PRISM Award za „Najlepszy występ w odcinku dramatycznym”.

## Życie prywatne
W odcinku „Under the Gun”, Beckett mówi Richardowi Castle'owi, że posiada Harleya Softaila motocykl z 1994 roku, na który pracowała przez całe liceum. W „Ostatnie wezwanie”, Beckett informuje, że ma tatuaż. Ujawnia również swoje talenty wokalne tak jak reszta jej zespołu. W piątym sezonie w odcinku „Granica”, Castle dowiaduje się, że Beckett była (i ewentualnie nadal jest) wielką fanką serialu science-fiction o nazwie Nebula 9. W finale trzeciego sezonu, gdy Beckett zostaje postrzelona przez snajpera, Richard mówi jej, że ją kocha. Później Beckett mówi, że nic nie pamięta z tego wydarzenia, ale później wychodzi na jaw, że pamięta wszystko, co zdarzyło się tego dnia. W finale sezonu czwartego Beckett przychodzi do Castle’a i wyjawia mu, że gdy była na progu śmierci cały czas myślała o nim. Od tamtej pory Richard i Kate ukrywają swój związek, aby nie mieć problemów w pracy. O prawdzie w odcinku „Napisał: morderstwo” dowiaduje się detektyw Ryan, który pomaga parze w rozwiązaniu sprawy, ale postanawia zachować to dla siebie i szanować ich prywatność. Następnie o zażyłości dowiadują się detektyw Esposito, którego informuje Ryan, oraz dr Lanie Parish, której zwierza się Beckett. W odcinku „Stój nieruchomo” kapitan Gates ujawnia, że wie o relacji łączącej Castle’a z Kate, ale prosi ich aby zachowywali profesjonalizm w pracy. W ostatnim odcinku szóstego sezonu okazuje się, iż Beckett nieświadomie od 15 lat jest żoną Rogana O’Leary’ego, z którym pobrała się podczas pierwszego roku studiów w Stanford. Ostatecznie po wielu komplikacjach para rozwodzi się. Przed związaniem się z Castle’em Kate spotykała się z kardiologiem Joshem Davidsonem, detektywem Tomem Demmingiem i agentem FBI Willem Sorensonem.

## Charakterystyka i fabuła

### Morderstwo matki
Castle jest pisarzem powieści kryminalnych, które są bestsellerami. Jego pierwsza powieść, Grad kul (ang. Hail of Bullets) zanim została wydana spotkała się z co najmniej 21 odrzuceniami publikacji. Castle na pamiątkę pierwszej odmowy trzyma w swoim gabinecie oprawiony w ramkę list jako motywację. Głównym bohaterem wielu z pierwszych jego książek jest Derrick Storm, którego po upływie czasu uśmierca. Pisarz cierpi wówczas na blokadę twórczą. Z „pomocą” przychodzi mu zabójca-naśladowca, który swoje ofiary zabija według opisów morderstw z jednej z jego książek. Castle wykorzystuje znajomość z burmistrzem, aby zdobyć dostęp do sprawy prowadzonej przez detektyw Kate Beckett i jej zespół. Pretekstem ma być poszukiwanie przez Richarda źródła inspiracji dla nowego bohatera swoich powieści. W trakcie współpracy z Beckett rodzi się w nim pomysł, by postać kolejnych książek była wzorowana właśnie na pani detektyw. Tak rodzi się Nikki Heat bohaterka kolejnych bestsellerów pisarza. Nie podoba się to samej zainteresowanej, której nie podoba się nazwisko nowej postaci. W rozmowie z Castle’em Beckett uważa, iż bardziej pasowałoby ono striptizerce. Sugeruje się, że zainteresowanie Castle’a morderstwami i śmiercią może być wynikiem traumy z dzieciństwa. Pytany o to przez Kate pisarz unikał odpowiedzi. Później przyznaje się córce, że jednym z powodów, dla których pisze jest zrozumienie dlaczego jak przestępcy mogą robić to, co robią.
Niedługo po sukcesie pierwszej z książek o Nikki Heat Richard otrzymał propozycję napisania trzech powieści dotyczących losów bezimiennego brytyjskiego szpiega (wzorowanego na Jamesie Bondzie), ale odrzucił ofertę, rzekomo dlatego, że jego wydawca chciał, by ukazały się jeszcze trzy powieści z nową bohaterką i zaproponował mu więcej pieniędzy. Rzeczywistym powodem odrzucenia propozycji był fakt, iż zaakceptowanie jej byłoby jednoznaczne z zakończeniem swojej współpracy z Beckett.
Castle nieustannie bada współpracowników i zdobywa nowe umiejętności, które chce przekazać swoim postaciom. Przydatne są dla niego uwagi jego córki - Alexis, która często pomaga mu w rozwiązaniu spraw, czy możliwość zetknięcia się z różnymi ludźmi, np. seryjnymi mordercami. Jednym z nich jest Jerry Tyson znany także jako „Potrójny zabójca”, czy „3XK”.
W jednym z odcinków była dziewczyna Castle’a Kyra Blaine, której poświęcił A Rose for Everafter wyznała detektyw Beckett, że Richard dedykuje swoje książki tylko osobom, na których mu zależy.

### Wykształcenie
W odcinku „Śmierć kucharza”, Beckett nawiązuje kontakt z przyjaciółką ze szkoły, Madison Queller, która ujawnia, że Kate uczęszczała do Stuyvesant High School. Madison była zdziwiona faktem, iż największa „recydywistka” z liceum została policjantem.
W pilotażowym odcinku „Kwiaty na twój grób”, Castle dokonuje chłodnej analizy Beckett twierdząc, że tak inteligentne i dobrze wyglądające kobiety jak ona zostają prawnikami, a nie detektywami. Sądzi również, że skończyła dobrą szkołę i miała wiele możliwości rozwoju dalszej kariery. W „Tańcu ze śmiercią”, Beckett mówi, iż była wstępnie na studiach prawniczych na Stanfordzie i chciała zostać pierwszą kobietą na stanowisku Prezesa Sądu Najwyższego. Miała 19 lat, w czasie morderstwa jej matki, które wpłynęło na zmianę jej zawodowych planów. W „Bliskich spotkaniach zabójczego stopnia”, Castle pyta Kate o jej poglądy na temat deficytu w trudnych ekonomicznie czasach, a ona opowiada, iż była na semestrze z teorii ekonomii na nowojorskim uniwersytecie.
W całym serialu Beckett wykazuje się funkcjonalną wiedzą na temat szerokiego zakresu ogólnych zagadnień, które studiowała, do tego stopnia, że jest dobrze zaznajomiona również z tymi przedmiotami, z których nie miała specjalizacji w czasie swojej edukacji lub późniejszej kariery, takimi jak literatura, czy ekonomia.  Castle sporadycznie zauważa inteligencję i wykształcenie Kate, co utwierdza go w przekonaniu, iż Nikki Heat jest godnym odzwierciedleniem pani detektyw.

### Relacje z Richardem Castle
Relacje Castle’a z  Beckett są napięte od samego początku znajomości, gdy Richard wydaje się być według Kate irytujący i lekkomyślny. Zauważając jednak, jak przydatny jest on w sprawach, które często rozwiązuje poprzez zauważanie szczegółów, na które nikt inny nie zwróciłby uwagi, powoli przekonuje się do niego. Oboje zaczynają także rozwijać silną przyjaźń i troskę o siebie nawzajem.
W odcinku „Koledzy z firmy”, Beckett po raz pierwszy zaczyna łagodnieć w stosunku do Castle’a dzięki żartowaniu z nim o wszystkich szkołach, z których został wyrzucony, a teraz, kiedy stał się sławny, wszystkie z nich uważają go za swojego absolwenta. Dodatkowo, Kate zaczyna rozróżniać niektóre z min Castle’a. W „Chłód w jej żyłach”, Beckett po raz pierwszy mówi Richardowi o szczegółach morderstwa jej matki.
W „Nagłym ciosie”, Castle oferuje zapłacić 100 tysięcy dolarów z własnych pieniędzy, aby skonfigurować fałszywy kontrakt z człowiekiem, który zamordował jej matkę. Jednak wkrótce zdaje sobie sprawę, że został oszukany i faktycznym zabójcą jest ktoś, komu oni przyznali immunitet w zamian za tożsamość „prawdziwego” mordercy. Richard jest zakładnikiem trzymanym na muszce, a Beckett jest zmuszona strzelać i zabić podejrzanego, który mógł powiedzieć im na czyje zlecenie zabił jej matkę. Castle ma wyrzuty sumienia, że Kate straciła swój główny trop do rozwiązania sprawy tylko dlatego, że uratowała mu życie. Richard postanawia zakończyć współpracę, ale Beckett prosi go, aby został, bo chce żeby był on z nią kiedy w końcu dowie się, kto zlecił zabicie jej matki.